# Aradus vandykei
Aradus vandykei är en insektsart som beskrevs av Van Duzee 1927. Aradus vandykei ingår i släktet Aradus och familjen barkskinnbaggar. Inga underarter finns listade i Catalogue of Life.